# Тренажер фондового ринку
Тренажер фондового ринку — програмне забезпечення, що намагається відтворити або дублювати деякі або всі функції реального фондового ринку на комп'ютері, так що гравець може симулювати торгівлю акціями без фінансового ризику. Паперова торгівля (іноді так звана «віртуальна біржова торгівля») являє собою торговий процес, у якому потенційні інвестори можуть «практикувати» інвестиційний процес, не закладаючи реальні гроші.